# Orificiul zigomatico-orbitar
Orificiul zigomatico-orbitar (Foramen zygomatico-orbitale) este deschiderea comună pe fața orbitară a osului zigomatic a canalelor ce străbat acest os, prin care trec ramuri ale nervului zigomatic (Nervus zygomaticus): ramura zigomaticotemporală (Ramus zygomaticotemporalis nervi zygomatici), ramura zigomaticofacială (Ramus zygomaticofacialis nervi zygomatici) și ramuri ale arterei zigomatice (care este o ramură a arterei lacrimale): ramura zigomaticofacială și zigomaticotemporală. Uneori aceste canale au orificii separate pe fața orbitară a osului zigomatic.